# Cantonul Lamastre
Cantonul Lamastre este un canton din arondismentul Tournon-sur-Rhône, departamentul Ardèche, regiunea Rhône-Alpes, Franța.

## Comune
- Le Crestet
- Désaignes
- Empurany
- Gilhoc-sur-Ormèze
- Lamastre (reședință)
- Nozières
- Saint-Barthélemy-Grozon
- Saint-Basile
- Saint-Prix